# 马格丹雷
马格丹雷（土庫曼語：Magdanly）是土庫曼斯坦的城鎮，由列巴普州負責管轄，位於該國東部，距離首府土庫曼納巴德260公里，海拔高度433米，主要經濟活動是農業，2010年人口68,133。